# 13903 Darrylwatanabe
13903 Darrylwatanabe este o planetă minoră (asteroid), cu un diametru de 8,785 km, din centura de asteroizi. A fost descoperită pe 30 septembrie 1975 la Observatorul Palomar de Schelte J. Bus. 
Obiectul prezintă o orbită caracterizată de o semiaxă mare de 2,6743439 UAi, o excentricitate de 0,24, o înclinație de 11,20632 ° în raport cu ecliptica.